# Jądro ślinowe górne
Jądro ślinowe górne, jądro przywspółczulne nerwu twarzowego (łac. nucleus salivatorius superior, nucleus parasympathicus nervi facialis) – w anatomii człowieka struktura mózgowia należąca do jąder nerwów czaszkowych, dokładniej jedno z dwóch jąder nerwu twarzowego (oprócz jądra ruchowego nerwu twarzowego, zwanego po prostu jądrem nerwu twarzowego albo jądrem twarzowym).
Prawdopodobne położenie tego jądra określa się na dolną część mostu, leży więc ono w tyłomózgowiu.
W jądrze tym znajdują się perikariony neuronów, których wypustki tworzą włókna przedzwojowe tworzące nerw twarzowy. W jego obrębie zmierzają one do zwoju skrzydłowo-podniebiennego oraz zwoju podżuchwowego. Zakres unerwienia włókien wychodzących z podanych zwojów obejmuje śliniankę podżuchwową, śliniankę podjęzykową, gruczoł łzowy, gruczoły nosowe oraz gruczoły podniebienne, jednakże w przypadku neuronów unerwiających gruczoł łzowy mówi się o jądrze łzowym.
Przedzwojowe włókna z jądra ślinowego górnego przebiegają w części nerwu twarzowego zwanego nerwem pośrednim.